# Осетров, Николай Александрович
Николай Александрович Осетров (1924—1998) — советский государственный и политический деятель.

## Биография
Родился в 1924 году в Москве. Член КПСС.
Окончил Московский юридический институт.
Участник Великой Отечественной войны:
До 1942 — шлифовщик на заводе ЗИС.
В 1946—1949 — лаборант, техник литейного отдела института Оргавиапром.
В 1949—1952 — помощник прокурора Кировского района, прокурор отдела кадров Прокуратуры РСФСР.
В 1952—1955 — второй, первый секретарь Коминтерновского райкома ВЛКСМ.
В 1955—1961 — заместитель заведующего орготделом Коминтерновского райкома КПСС города Москвы, начальник отдела общего надзора прокуратуры Москвы, заместитель председателя Свердловского райисполкома.
В 1961—1979 — председатель Московского городского суда.
В 1970—1987 — заместитель министра юстиции СССР.
Делегат XXIII съезда КПСС.
Умер в 1998 году в Москве.

## Награды
- Орден Отечественной войны I степени (06.04.1985)
- Орден Трудового Красного Знамени (25.10.1967, 19.12.1977)
- Орден Красной Звезды (26.11.1981)
- Орден Знак Почёта (31.08.1971, 04.12.1984)